# Будівля міністерства закордонних справ України
Будівля міністерства закордонних справ України (Будинок МЗС України) — шестиповерхова споруда в стилі сталінського ампіру (монументалізм) на Михайлівській площі в Києві, де розташоване Міністерство закордонних справ України.
Будівля стоїть на пагорбі біля Дніпра, на верхньому кінці вулиці Десятинної біля верхньої станції фунікулера. Зліва від будівлі знаходиться будівля Дипломатичної академії МЗС України, а справа Михайлівський Золотоверхий монастир. З лицьової сторони будівлі знаходиться колонада корінфського ордера.
Загальні історичні відомості місцевості

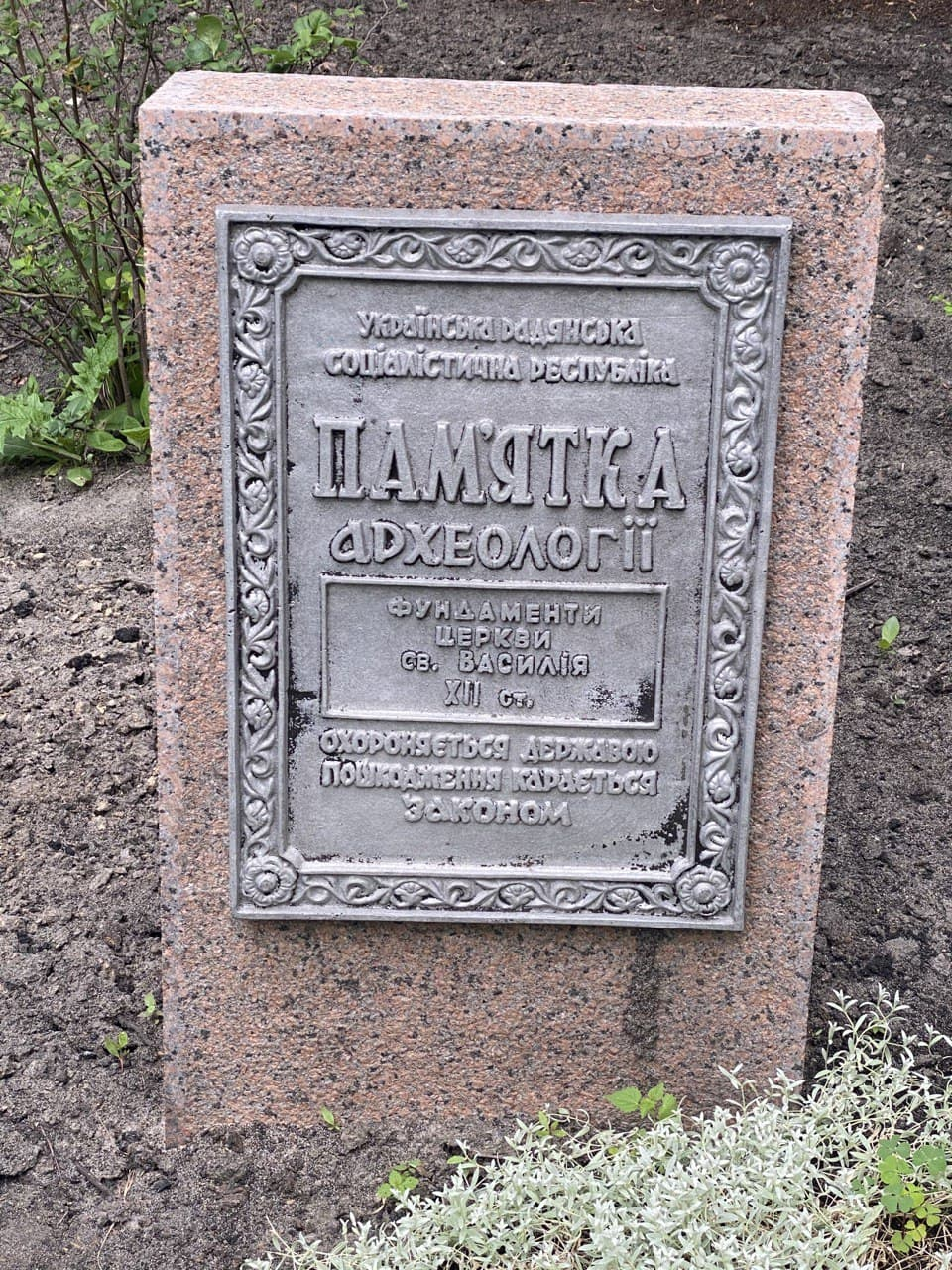
Пам'ятка архіології. Трьохсвятительська церква (церква св. Василія)

На місці Михайлівської площі за давніх часів проходив яр, яким йшов узвіз до Подолу. Звідси ж починався схил гори в бік так званого «Перевісища» на місці сучасного Хрещатика. Над яром, з північного боку, йшов вал ще з часів князя Володимира. Його поновлювали у XVII-XVIII століттях.
Містобудівною домінантою був Михайлівський Золотоверхий монастир – один з найвизначніших архітектурно-художніх комплексів, що завжди відігравав велике значення у формуванні образу Києва. Михайлівський Золотоверхий собор, заснований 1108 р., був другою за розміром церквою стародавнього Києва. Після оновлення у XVIII ст. собор набув виразних барокових форм. 
Приблизно на місці виходу сучасної вулиці Трьохсвятительської на Михайлівську площу у XVII столітті знаходилася брама з мостом через рів. 3 другої половини XVI століття місцевість навколо Михайлівського монастиря було включено в систему фортифікаційних укріплень Старого Києва, її обнесли валом. На початку сучасної Михайлівської вулиці звели другу Михайлівську браму. У 1830-х рр., в процесі підготовки та наступної реалізації нового генерального плану Києва 1837 р., ці вали, рови, яри, брами було знесено. Вирівняно і сплановано нові вулиці, що в основному повторювали напрямок старих доріг. 
Сучасна вулиця Десятинна, на яку виходить бічний фасад будівлі МЗС, є частиною історичної Трьохсвятительської вулиці - однієї з давніх трас Старого міста, що відома з XVII століття. 
Сусідня садиба по Трьохсвятительській вулиці №8 була вузькою, видовженою в глибину території, з останньої третини XIX століття належала О.П. Квасневській. На її території також знаходилися малоповерхові житлові та нежитлові будівлі. Ліворуч ділянка межувала з погостом Трьохсвятительської церкви.
Сучасний будинок МЗС частково зайняв садибу Трьохсвятительської церкви. Вона була збудована 1183р. на Великому князівському дворі (північно-східна частина Старокиївської гори) князем Святославом Всеволодовичем, героєм давньоруської поеми «Слово о полку Ігоревім». Церква слугувала за палацову, являла собою невеликий чотиристовпний хрестовокупольний храм з одним верхом і трьома апсидами, відрізнялася стрункими вертикальними пропорціями. Під час монголо-татарської навали 1240 р. будівля збереглася, хоча й занепала. Була перебудована у 1690-1700-х р. митрополитом Варлаамом Ясинським, внаслідок чого вигляд давньоруської будівлі значно змінився, вона набула барокового вигляду. Митрополит також утворив тут чоловічий монастир для старих і хворих ченців, що проіснував 80 років і у 1775 р. був закритий. Діючу церкву закрили в серпні 1934 р. і розібрали у 1935-1935рp. 
У 1904 р. по фронту Десятинної вулиці за проєктом В. Ніколаєва була дзвіниця церкви у псевдоруському стилі, в нижньому ярусі якої містився проїзд на територію. Дзвіниця була знесена ще у 1929 р. 
Залишки фундаментів церкви св. Василія за офіційною адресою вулиця Десятинна, 2, що збереглися на глибині 1.0 м, є пам'яткою археології місцевого значення

## Побудова
Після перенесення в 1934 столиці Української РСР з Харкова в Київ гостро постало питання розміщення радянських органів влади. Було проведено конкурс, на якому обрали проєкт ленінградського архітектора Йосипа Лангбарда. Відповідно до його проєкту на місці сучасної Михайлівської площі планувалось спорудження цілого урядового комплексу, який складався з двох симетричних будівель, одна для ЦК КПУ, а друга для Раднаркому УРСР, і величезного 75-метрового пам'ятника Леніну, який мав би стояти обличчям до Дніпра. Також планувалось замінити фунікулер на величезні сходи.
У 1939 завершено будівництво лівої будівлі, в якій спочатку планували розмістити Раднарком УРСР. Після відкриття в ній розмістився ЦК КПУ, а Раднарком УРСР розмістився в будівлі на вулиці Кірова (сучасна вулиця Грушевського), де зараз знаходиться Кабінет Міністрів України і в якій спочатку планували розмістити НКВС УРСР. Після Другої світової війни центр Києва був зруйнований і всі зусилля були направлені на його відбудову, а від будівництва інших споруд з початкового плану відмовились. Тоді ж ЦК КПУ було перенесено в будівлю на вулиці Орджонікідзе (сучасна вулиця Банкова), де зараз знаходиться Офіс Президента України, а в його попередню будівлю «вселилися» міський та обласний комітети партії. З 1991 року в цій будівлі знаходиться МЗС України. Тоді ж радянський герб на вершині колонади був замінений на український.

## Звільнення місця для будівлі
Перед початком будівництва потрібно було звільнити місце для майбутньої будівлі, для чого були знесені Трьохсвятительська церква, побудована київським князем Святославом Всеволодовичем в 1183, та Михайлівський Золотоверхий монастир, побудований князем Святополком Ізяславичем в 1113, попри протести багатьох діячів культури, зокрема архітектора та мистецтвознавця Миколи Макаренка. Також були знесені будинки, які раніше належали купцям Крижицькому та Орлову. Як потім виявилось, знесення Михайлівського монастиря було марним, оскільки проект будівництва другої будівлі так і не був втілений в життя. Монастир був реконструйований вже за часів незалежності в 2000.
Сьогодення. Деталізований опис будівлі
Сьогодні ж будівля розташована в межах ядра історичної частини Києва, на межі двох міських утворень доби Княжої держави (Київської Русі) - "Міста Володимира" та "Міста Ізяслава". Він виходить на Михайлівську площу та вулицю Десятинну. Виступає акцентним містобудівним елементом оточуючій забудові Михайлівської та Софійської площ та прилеглих вулиць. 
3 боку Подолу, від Дніпра, сприймається як містобудівна домінанта. Міститься в межах:
- Центрального історичного ареалу, визначеного Історико-містобудівним опорним планом у складі Генерального плану м. Києва на період до 2020 року
- Державного історико-архітектурного заповідника «Стародавній Київ» 
- Пам'ятки ландшафту та історії місцевого значення Історичний ландшафт Київських гір і долини р. Дніпра"
- Охоронної (буферної) зони складової частини об'єкту всесвітньої спадщини «Київ: Собор Святої Софії і прилеглі монастирські споруди, Києво-Печерська лавра»- архітектурного ансамблю Києво-Печерської Лаври
Дана монументальна споруда має виразну конфігурацію плану і загальну композицію, розвинуту пластику фасадів, в якій переважають масштабні форми. 
Габаритні розміри: довжина по лінії зовнішнього радіусу - 129.36 м, ширина 34.25 м, орієнтовна висота 30м. 
Будинок шестиповерховий, з підвалами, цегляний, фасади потиньковані та пофарбовані. Внутрішнє планування коридорного типу з двобічним розташуванням робочих кімнат та малих залів для засідань. В плані будівля дугоподібна з двома виступаючими бічними крилами, що з'єднані портиком на всю висоту.
Колонада підтримує антаблемент і високий парапет з ліпним зображенням прапорів та геральдичного щита з тризубом, малим гербом України. За портиком міститься глибоке внутрішнє подвір'я - курдонер. 
Архітектурний ордер колонади у спрощеному варіанті (напівколони) повторюється на всіх фасадах будинку, крім тильного, який вирізняється дрібними архітектурними деталями. Здвоєні колони, витягнуті на висоту двох поверхів, членують головний фасад по вертикалі. По горизонталі фасад в курдонері членовано простими карнизами, що проходять між другим та третім поверхами і четвертим та п'ятим. Вікна прямокутні без оздоблення. На другому поверсі присутні балкони прикрашені балясинами. 3 боку курдонеру розташовано два парадних під’їзди, що акцентовані портиками з попарно розташованими колонами, які увінчані капітелями.

Територія огороджена та складається з двох частин. Приблизно 2/3 ділянки займає сама будівля та впорядкована, заасфальтована й озеленена територія. 

Трьохсвятительська церква
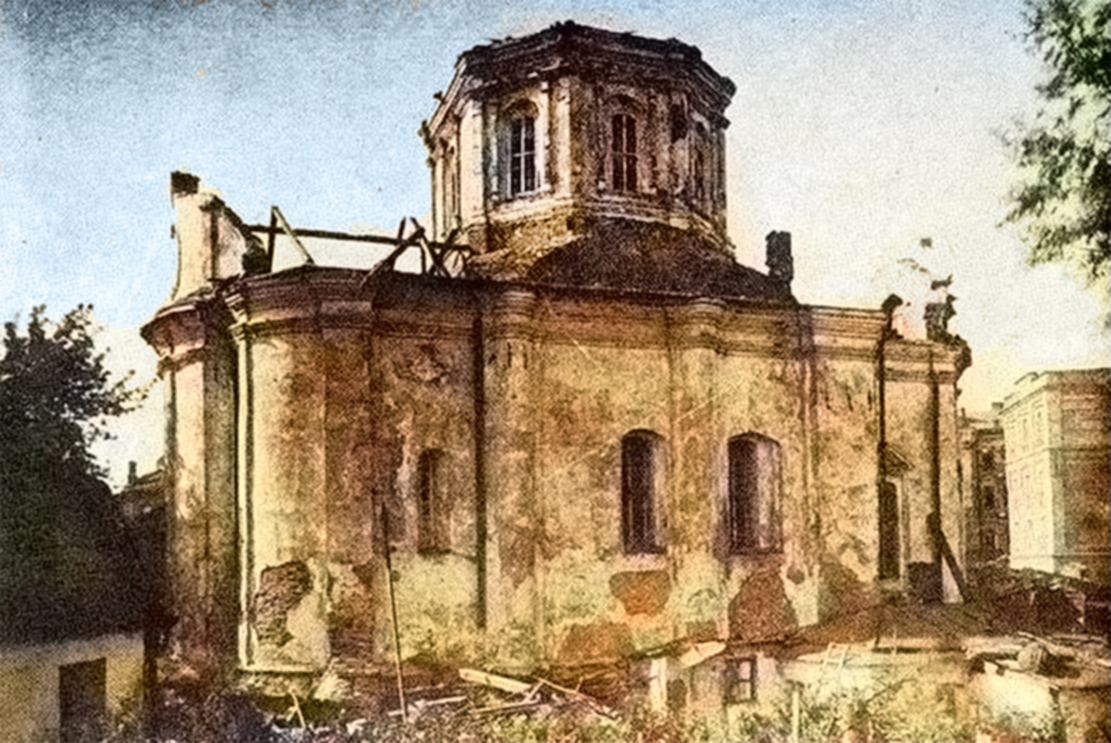
Зруйнована Трьохсвятительська церква, 1935
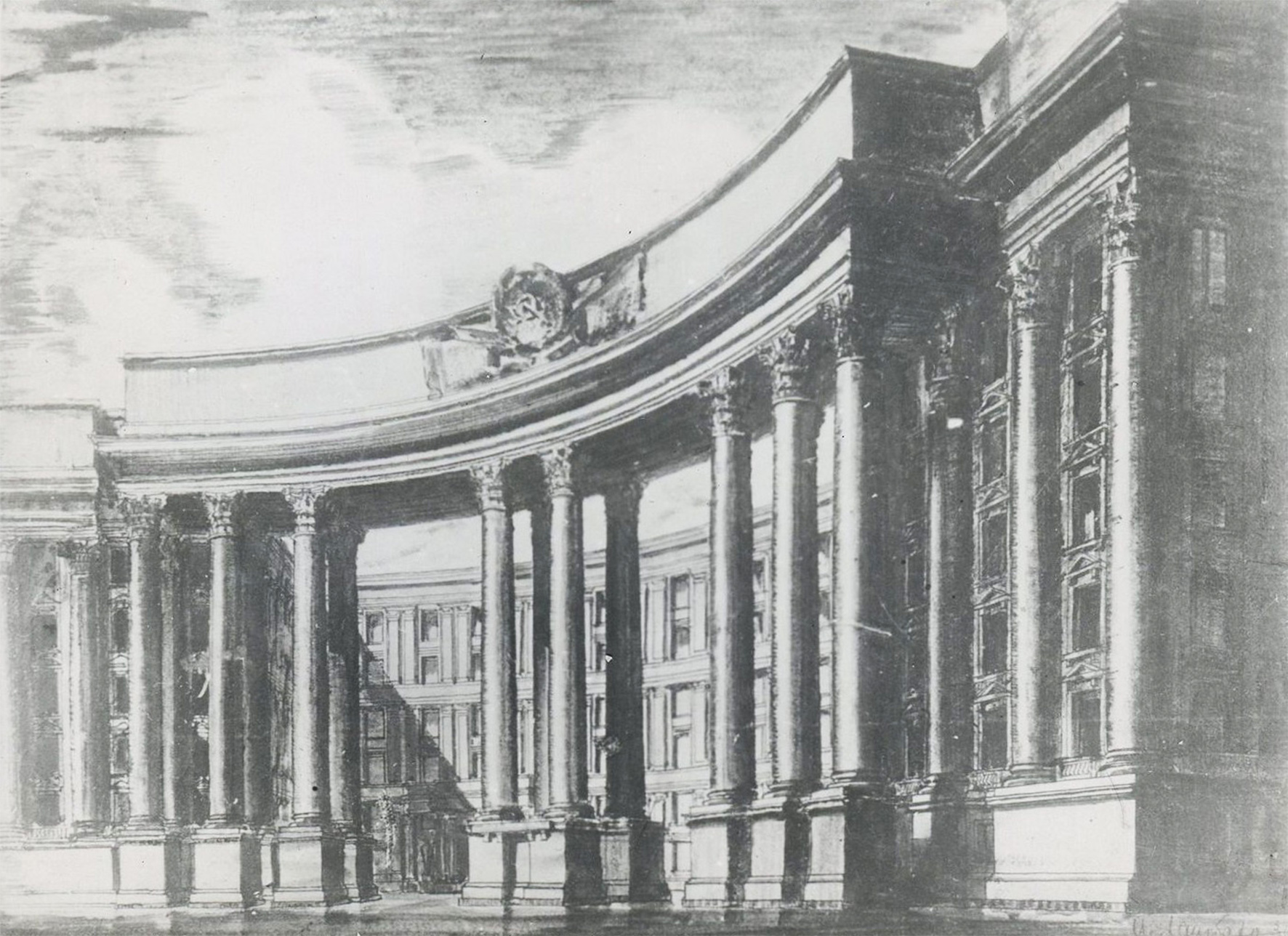
Проєкт будівлі Центрального комітету Комуністичної партії України
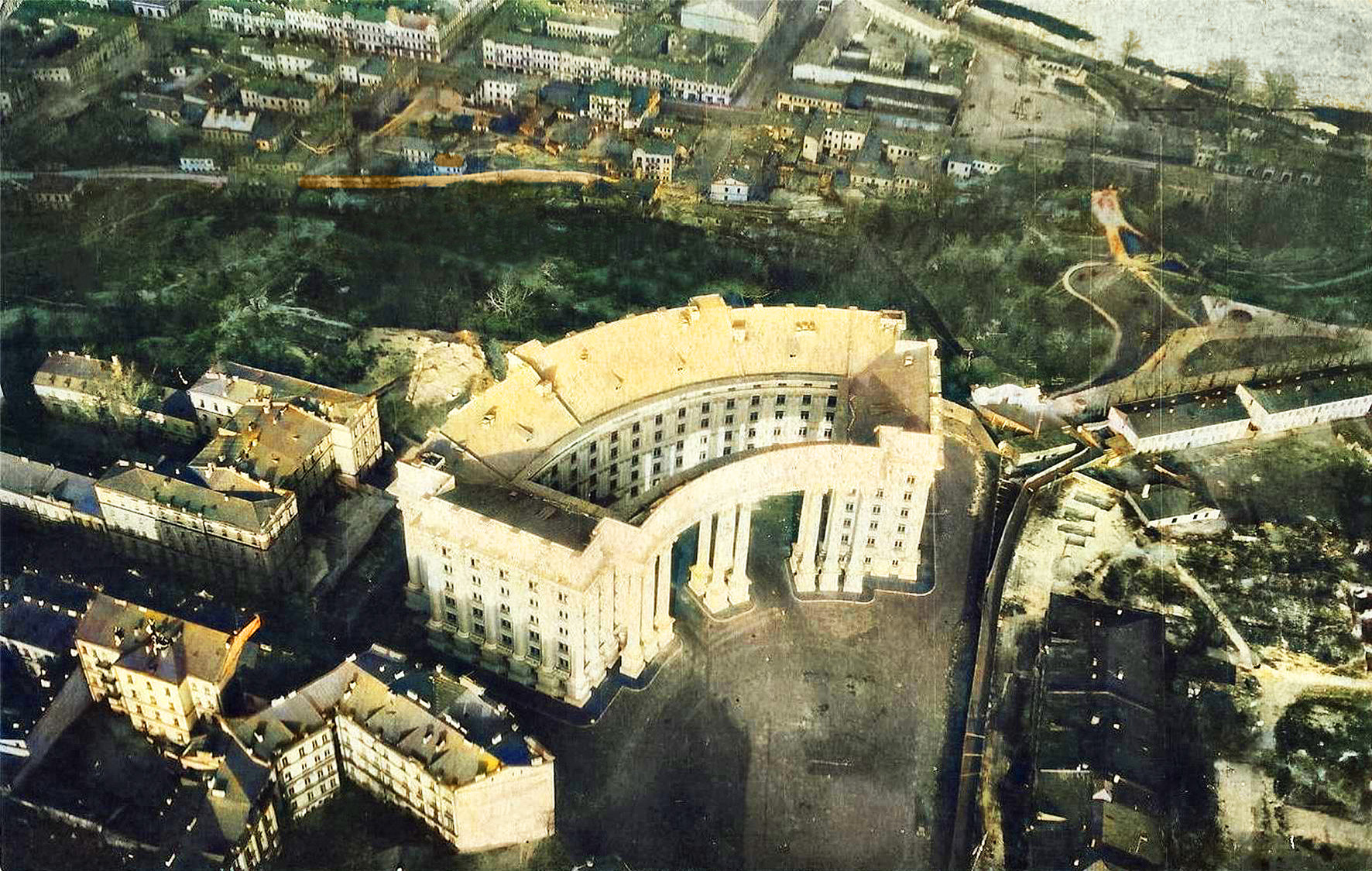
Аерозйомка будівлі Центрального комітету Комуністичної партії України, 1942
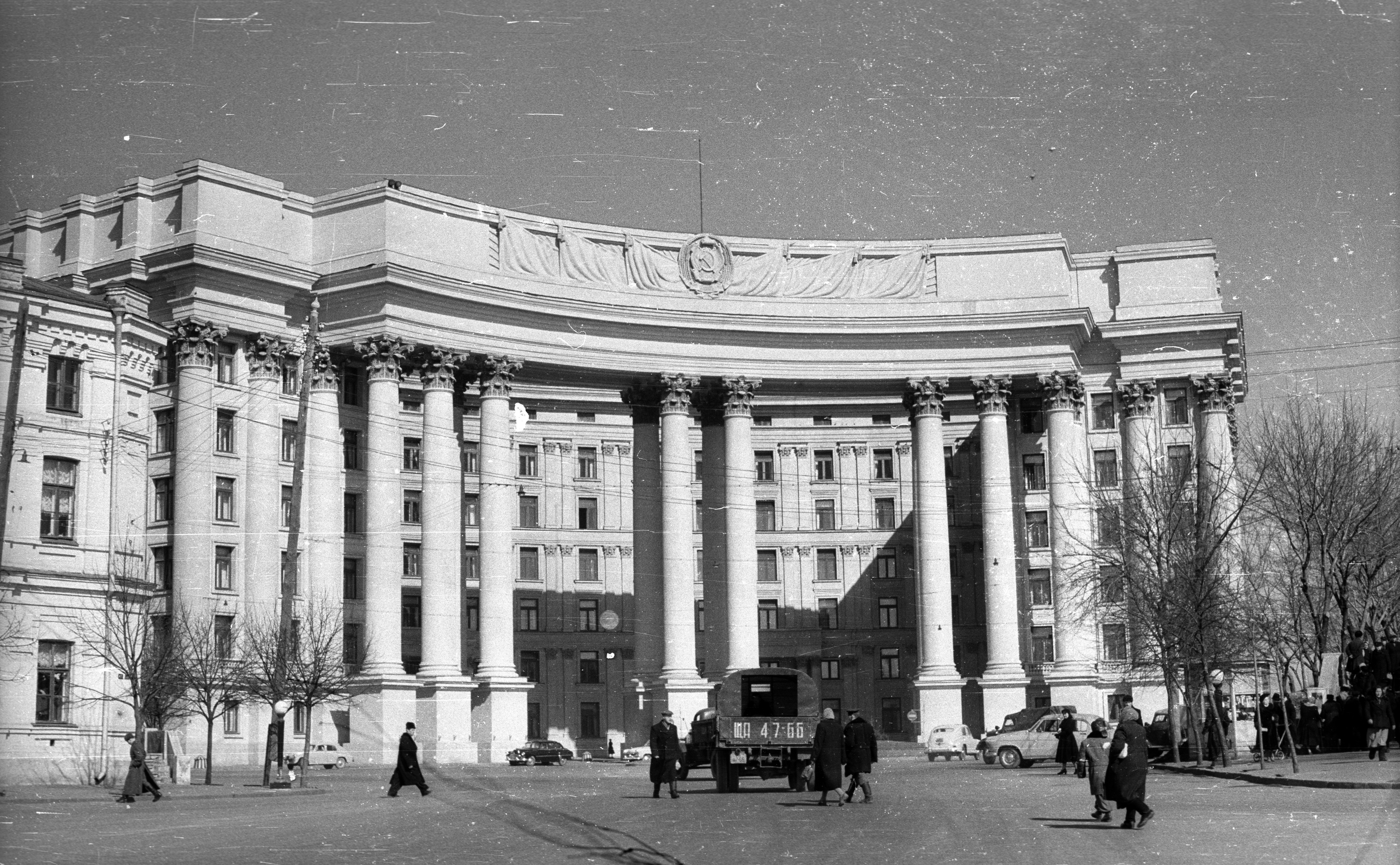
Будівля Київського міського комітету Комуністичної партії України, 1961
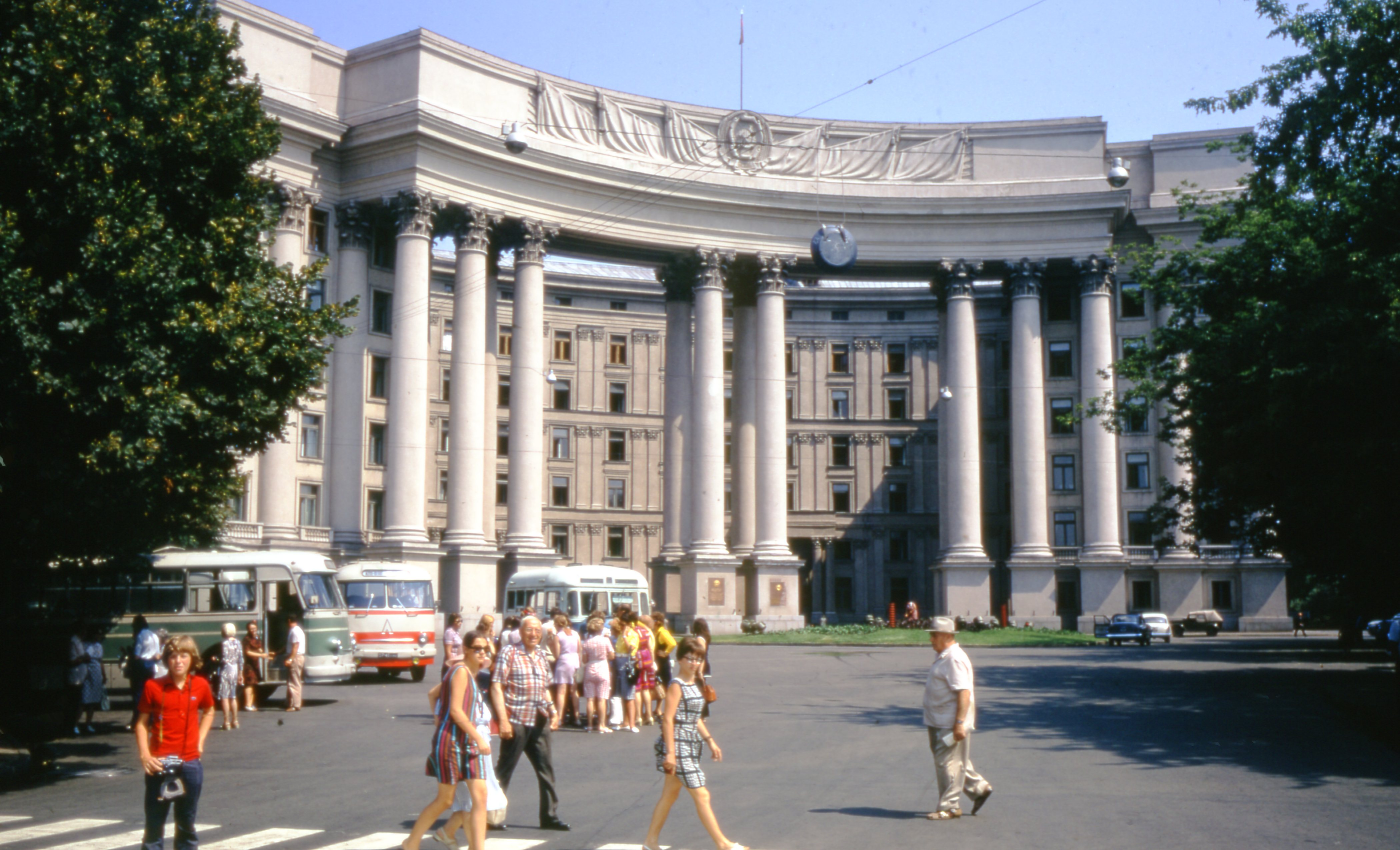
Будівля Київського обласного комітету Комуністичної партії України, 1972
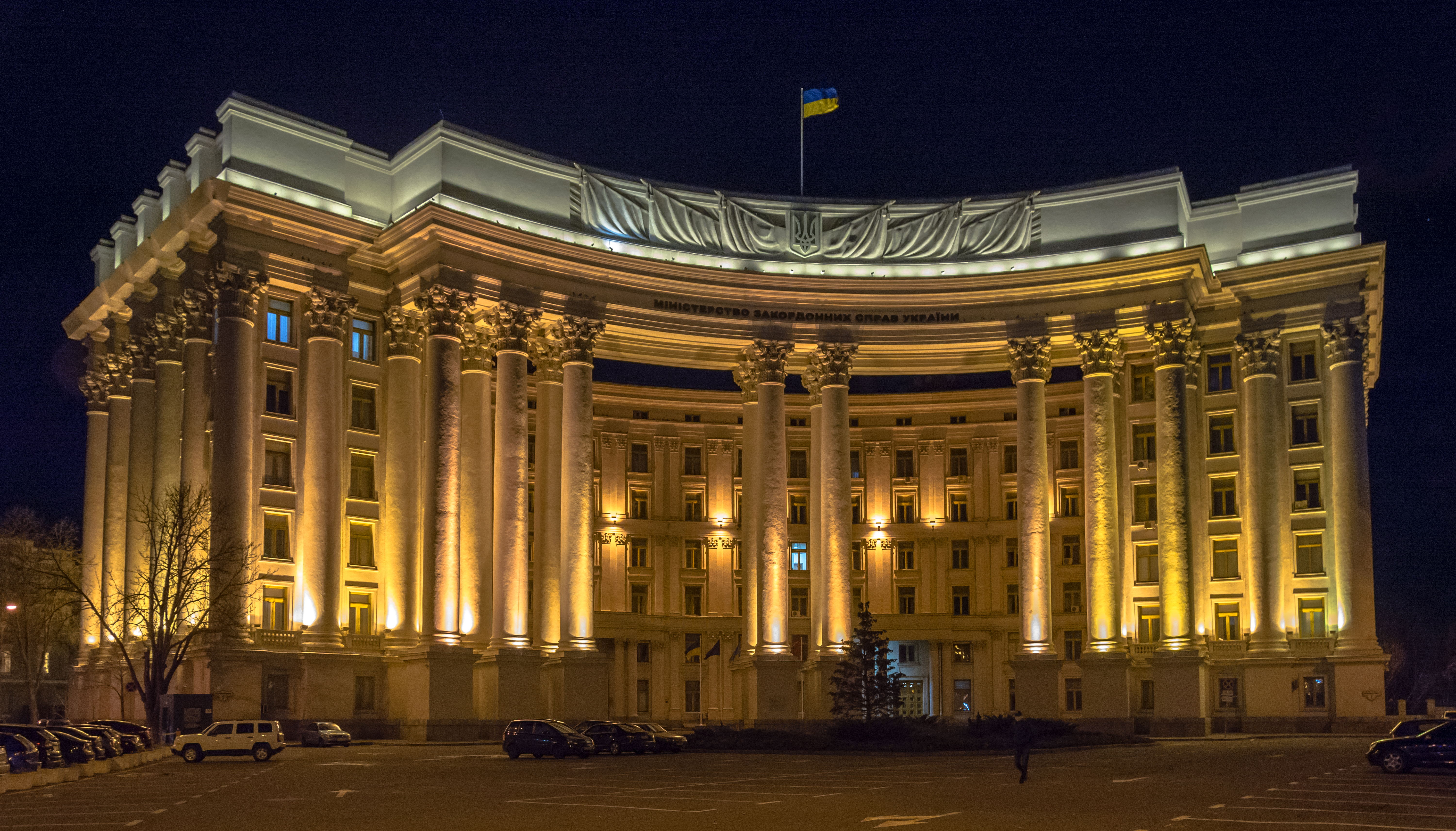
Нічна ілюмінація будівлі МЗС України, 2021